# Europäisches Olympisches Sommer-Jugendfestival 2015/Tennis
Beim Europäischen Olympischen Sommer-Jugendfestival 2015 in Tiflis wurden vom 27. Juli bis 1. August 2015 vier Wettbewerbe im Tennis ausgetragen. Diese umfassten jeweils ein Einzel für Frauen und Männer sowie Doppelkonkurrenzen für Frauen und Männer. Die Wettbewerbe fanden auf den Mziuri Tennis Courts statt, die Spieloberfläche war Hartplatz.

## Herren

### Einzel
| Platz | Land      | Spieler        |
| ----- | --------- | -------------- |
| 1     | Bulgarien | Adrian Andreew |
| 2     | Israel    | Yshai Oliel    |
| 3     | Belgien   | Tibo Colson    |

### Doppel
| Platz | Land       | Spieler                       |
| ----- | ---------- | ----------------------------- |
| 1     | Italien    | Gabriele Bosio Riccardo Perin |
| 2     | Israel     | Roi Ginat Yshai Oliel         |
| 3     | Tschechien | Evžen Holiš Tomáš Macháč      |

## Damen

### Einzel
| Platz | Land       | Spieler               |
| ----- | ---------- | --------------------- |
| 1     | Tschechien | Lucie Kaňková         |
| 2     | Russland   | Taissija Patschkalewa |
| 3     | Rumänien   | Selma Ștefania Cadar  |

### Doppel
| Platz | Land      | Spieler                                 |
| ----- | --------- | --------------------------------------- |
| 1     | Slowenien | Kaja Juvan Nika Radišić                 |
| 2     | Rumänien  | Selma Ștefania Cadar Andreea Prisăcariu |
| 3     | Schweiz   | Leonie Küng Simona Waltert              |

## Medaillenspiegel
| Medaillenspiegel | Medaillenspiegel | Medaillenspiegel | Medaillenspiegel | Medaillenspiegel | Medaillenspiegel |
| Platz            | Land             | G                | S                | B                | Gesamt           |
| ---------------- | ---------------- | ---------------- | ---------------- | ---------------- | ---------------- |
| 01               | Tschechien       | 1                | –                | 1                | 2                |
| 02               | Bulgarien        | 1                | –                | –                | 1                |
| 02               | Italien          | 1                | –                | –                | 1                |
| 02               | Slowenien        | 1                | –                | –                | 1                |
| 05               | Israel           | –                | 2                | –                | 2                |
| 06               | Rumänien         | –                | 1                | 1                | 2                |
| 07               | Russland         | –                | 1                | –                | 1                |
| 08               | Belgien          | –                | –                | 1                | 1                |
| 08               | Schweiz          | –                | –                | 1                | 1                |
| Total            | Total            | 4                | 4                | 4                | 12               |